# How Do You Talk to an Angel
"How Do You Talk to an Angel", la canción de la serie de televisión The Heights, con Jamie Walters como cantante principal,consiguió el número uno en la Billboard Hot 100 el 14 de noviembre de 1992, pero la serie fue cancelada exactamente una semana después de que la canción bajase del número uno. Entre los cantantes se encuentra Charlotte Ross de NYPD Blue y Glee. 
En 1993, la canción fue nominada a los Emmy como "Logro Excepcional Individual en Música y Letras". El Emmy fue para la canción "Sorry I Asked" de Liza Minnelli.

## Tablas
| Tabla (1992)           | Posición |
| ---------------------- | -------- |
| U.S. Billboard Hot 100 | 1        |